# Флот у наявності (доктрина)

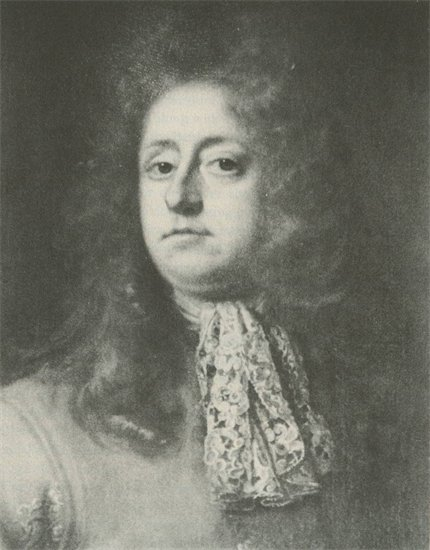
Лорд Торрінгтон

Флот у наявності (англ. Fleet in being) — доктрина застосування військово-морських сил проти сильнішого противника. Флот уникає битви, яка загрожує йому поразкою, водночас обмежує свободу дій противника наявністю потенційної можливості атакувати його у будь-який час.
Термін вперше застосував 1690 командувач Королівського флоту лорд Торрінгтон, пояснюючи свою відмову вступати у бій з сильнішим французьким флотом під час війни Аугсбурзької ліги, якщо для цього не складуться особливо сприятливі умови, до моменту, коли його ескадра не буде поповнена. Водночас саме перебування поблизу їх сил готової до бою ескадри утримувало французів від використання свого флоту в інших місцях.
Найбільш відомим випадком застосування доктрини флоту у наявності була стратегія німецького флоту у Першій Світовій війні.
За сучасних умов ефективність стратегії «Fleet in being», що була популярною до середини XX століттях, знизилась внаслідок появи озброєнь, таких як авіація та далекобійні ракети, за допомогою яких з'явилася можливість атакувати військові кораблі супротивника на його базах.  Таким чином слабший флот вже не може уникнути нападу противника, перебуваючи під захистом берегової оборони.  